# Gabriel Leroux
 (septembre 2023).
La mise en forme du texte ne suit pas les recommandations de Wikipédia : il faut le « wikifier ».
Les points d'amélioration suivants sont les cas les plus fréquents. Le détail des points à revoir est peut-être précisé sur la page de discussion.
- Les titres sont pré-formatés par le logiciel. Ils ne sont ni en capitales, ni en gras.
- Le texte ne doit pas être écrit en capitales (les noms de famille non plus), ni en gras, ni en italique, ni en « petit »…
- Le gras n'est utilisé que pour surligner le titre de l'article dans l'introduction, une seule fois.
- L'italique est rarement utilisé : mots en langue étrangère, titres d'œuvres, noms de bateaux, etc.
- Les citations ne sont pas en italique mais en corps de texte normal. Elles sont entourées par des guillemets français : « et ».
- Les listes à puces sont à éviter, des paragraphes rédigés étant largement préférés. Les tableaux sont à réserver à la présentation de données structurées (résultats, etc.).
- Les appels de note de bas de page (petits chiffres en exposant, introduits par l'outil «  Source ») sont à placer entre la fin de phrase et le point final[comme ça].
- Les liens internes (vers d'autres articles de Wikipédia) sont à choisir avec parcimonie. Créez des liens vers des articles approfondissant le sujet. Les termes génériques sans rapport avec le sujet sont à éviter, ainsi que les répétitions de liens vers un même terme.
- Les liens externes sont à placer uniquement dans une section « Liens externes », à la fin de l'article. Ces liens sont à choisir avec parcimonie suivant les règles définies. Si un lien sert de source à l'article, son insertion dans le texte est à faire par les notes de bas de page.
- La présentation des références doit suivre les conventions bibliographiques. Il est recommandé d'utiliser les modèles {{Ouvrage}}, {{Chapitre}}, {{Article}}, {{Lien web}} et/ou {{Bibliographie}}. Le mode d'édition visuel peut mettre en forme automatiquement les références.
- Insérer une infobox (cadre d'informations à droite) n'est pas obligatoire pour parachever la mise en page.

Pour une aide détaillée, merci de consulter Aide:Wikification.
Si vous pensez que ces points ont été résolus, vous pouvez retirer ce bandeau et améliorer la mise en forme d'un autre article.

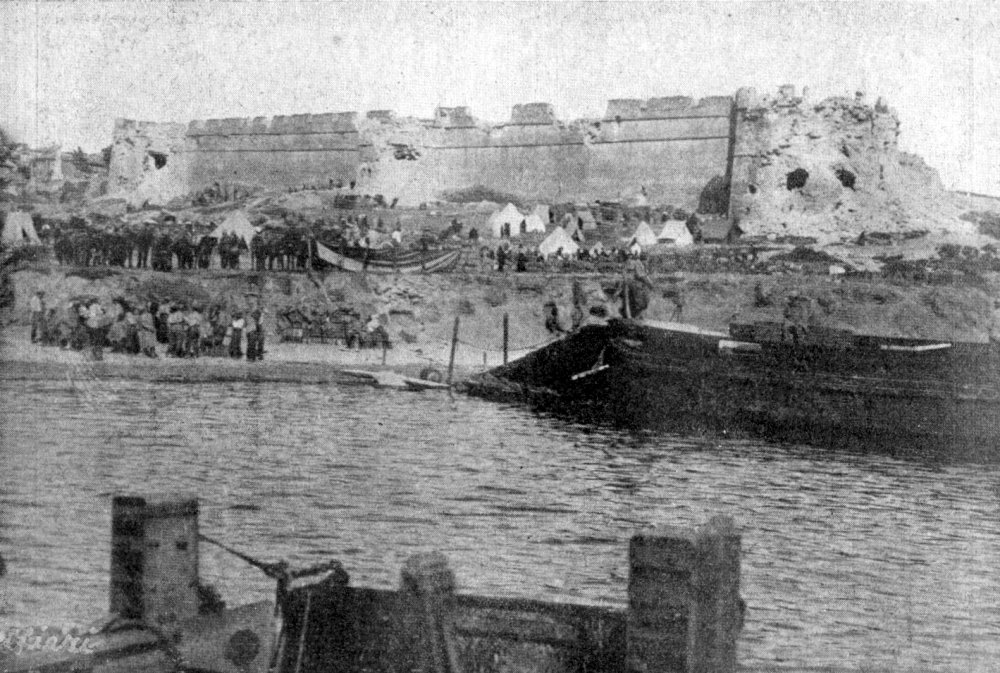
Le Chateau d'Europe, à Seddul Bahr, le 19 juin 1915. Gabriel Leroux est mort non loin de ce fort.

Gabriel Paul Louis Leroux, né le 3 février 1879 à Lyon et mort le 9 juin 1915 à Seddul Bahr en Turquie, est un historien de l'art antique et archéologue français.

## Biographie

### Études et parcours universitaire
Gabriel Leroux est élève de l'École normale supérieure (ENS) de Paris, il fait partie de la promotion de 1899. En sortant de l'ENS, il obtient pendant deux ans une bourse d'études de la ville de Paris pour mener à bien des recherches. En 1905, il se rend en Grèce où il est admis à l'École française d'Athènes. Il y participe pendant quatre ans aux fouilles archéologiques du site de Délos qui est le grand chantier de l'École française d'Athènes dans cette période. Ces travaux mènent à la publication d'un fascicule : La salle hypostyle de Délos qui est présenté à l'Académie des inscriptions et belles-lettres.
En rentrant en France, il obtient un poste de professeur au lycée de Nancy en 1909 mais ne reste qu'un an. Il part en Espagne et intègre l'École des Hautes Études Hispaniques (EHEH) de 1910 à 1912. Il y est invité par Pierre Paris, le directeur de l'EHEH, qui est aussi un ancien de l'École française d'Athènes et qui a besoin d'archéologues pour fouiller l'Espagne dont les vestiges antiques étaient encore largement inexplorés. À Madrid, il rédige le Catalogue des Vases grecs du musée de Madrid qui est le premier ouvrage rédigé par un membre de l'EHEH et qui obtient le prix Saintour de l'Académie des Inscriptions et des Belles Lettres.
Son séjour en Espagne fini, il est nommé professeur au lycée de Bordeaux, puis, le 10 mars 1913, professeur à la faculté de lettres de Bordeaux dont le doyen Georges Radet est aussi un ancien de l'École française d'Athènes. Il y assure le cours d'archéologie et histoire de l'art. Il succède à cet office à Pierre Paris, qui part s'installer à Madrid pour y diriger l'EHEH sur place. En 1914, il présente ses thèses de doctorat (il était habituel d'en présenter deux en même temps sur des sujets proches) : la thèse principale porte sur l’architecture : Les origines de l’édifice hypostyle en Grèce, en Orient et chez les Romains, où il étudie l’évolution de l’édifice à colonne depuis les temps mycéniens jusqu’aux basiliques chrétiennes. Et la thèse secondaire porte sur la céramique gracque : le Lagynos.

### Guerre et mort
Gabriel Leroux est mobilisé le 2 août 1914 dans le 46e régiment d'infanterie. Il a le grade de lieutenant car il est inscrit dans la réserve active depuis 1899. Soldat téméraire, il est blessé dès les premiers jours de combats, fin août à Stenay, d’une balle de shrapnel dans l’épaule. Alors que sa blessure n'est pas encore rétablie et l'empêche d'écrire, il insiste pour retourner au combat. Il est finalement envoyé à Fontainebleau, au dépôt de son régiment pour y servir d'instructeur. Il y écrit : « Je me sens un peu ridicule d'avoir quitté Bordeaux, en annonçant que je retournerais bientôt à la guerre ! »
« On m'a donné, faute de mieux, le commandement d'une compagnie du dépôt, besogne sans gloire, mais non sans tracas. J'administre une bande assez informe de 500 hommes, tous déjà revenus du feu et plus ou moins aptes à y repartir. Je les équipe et je les exerce en attendant les demandes de renforts. Et presque chaque semaine, à mesure qu'on réclame du monde vers le front, j'embarque un détachement armé et rééquipé à neuf. Ils sont bien gentils et ne se font pas tirer l'oreille pour retourner au feu, mais pendant les semaines qu'ils restent au dépôt, ils sont paresseux comme des langoustes. J'ai toutes les peines du monde à les remuer un peu, à les entraîner ; leurs façons candides de carotter me rappellent mes élèves de 6e. J'en ai qui sont déjà deux fois revenus blessés et qui vont repartir une troisième. Quand l'ordre de départ arrive, ils s'enivrent incroyablement ; mais ils partent tout de même et avec le sourire. » » Ensuite, il obtient de participer à l'opération des Dardanelles où sa connaissance du grec moderne était précieuses. Il est transféré au 176e Régiment d'Infanterie. Il est nommé capitaine de la 4e compagnie du 1er bataillon. Il est débarqué à la mi-mai 1915 sur la côte turque, près de Seddul Bahr, sur la pointe de la péninsule de Gallipoli. À cette occasion, il écrit le 20 mai 1915 à Georges Radet un passage qui exprime sa fascination pour la guerre, tempérée par l'ironie de l'archéologue attristé par les destructions : « Nous démolissons les petites maisonnettes de bois découpé pour chauffer notre soupe. Il fait un temps splendide et c'est un inoubliable spectacle que la canonnade des gros navires sur la mer bleue, le débarquement continu des paquebots sur les plages et l'avance des troupes dans les bois de cyprès semés de stèles. Le pauvre château de Sedel-Bahr ne fait plus qu'un gros tas de pierres. Koum-Kaleh ne vaut pas mieux. Nous n'opérons plus dans la plaine de Troie, où l'action du début n'était qu'une feinte, qui a d'ailleurs pleinement réussi. Je n'aurai pas le remords de démolir les ruines d'Hissarlik. » Il meurt le 9 juin 1915, à 36 ans, d'un tir d'artillerie près de Seddul Bahr.

### Éloges
Leroux n'a pas laissé beaucoup d'ouvrages historiques, mais ses collègues se sont attachés à dresser de lui un portrait élogieux après sa mort, qui témoigne de l'amitié que leur inspirait Leroux mais aussi d'un parcours favorable à la propagande de guerre. Dans sa notice biographique, Georges Radet écrit : « Tel est le collègue que la guerre nous a enlevé. Celui qui formait si vigoureusement ses hommes au métier militaire, celui qui commentait si délicatement parmi nous l'Épopée homérique a terminé sa vie de capitaine et de savant au pays des héros d'Homère. « On le considérait, » écrit un de ses compagnons d'armes, « comme un de nos meilleurs officiers. Il était aussi un des plus braves. Il avait eu l'occasion de se signaler plusieurs fois déjà dans les combats. Mais c'est surtout, pour ceux qui ont connu, l'esprit le plus fin, le plus vif et le plus généreux qui disparaît. Il a été tué sur le coup, d'un petit éclat d'obus au front. Il n'a pas bougé ; il n'a pas été défiguré ; il souriait un peu encore et n'avait pas lâché sa canne. Pas de mort plus douce et plus glorieuse. Nous l'avons enterré dans le petit cimetière de notre régiment, au haut d'une colline". » Pour un helléniste imprégné du génie attique, c'est un tombeau de choix que cette Chersonese de Thrace où les ambitions de Philippe se heurtèrent à la vigilance clairvoyante de Démosthène. » Et Pierre Paris, est tout aussi flatteur : « D'autres ont dit et rediront encore la haute valeur de ses travaux, et la grande espérance frustrée de sa carrière scientifique; nous qui l'aimions comme un jeune frère, pour la délicatesse de son cœur, le charme original de ses entretiens et la vigueur de sa pensée et de son action, à qui toujours il témoigna la plus déférente affection, nous nous contentons d'écrire son nom au Livre d'or de l'École. Puisse ce nom y briller seul dans son auréole de gloire ! »

## Distinctions
- Chevalier de la Légion d'honneur, à titre posthume, décret du 5 mars 1920[12]
- Croix de guerre 1914–1918, étoile de bronze

## Ouvrages
- Gabriel Leroux, « La salle hypostyle », Exploration archéologique de Délos, vol. 1, no 4, Paris, Fontemoing, 1910
- Gabriel Leroux, Vases grecs et italo-grecs du Musée archéologique de Madrid, Féret et fils, Bordeaux, 1912
- Gabriel Leroux, Les Origines de l'édifice hypostyle en Grèce, en Orient et chez les Romains. Thèse pour le doctorat présentée à la Faculté des lettres de l'Université de Paris, Paris, Fontemoing, 1913
- Gabriel Leroux, « Lagynos. Recherches sur la céramique et l'art ornemental hellénistiques », Paris, E. Leroux, 1913